# Adolfo Betti
Adolfo Betti (Bagni di Lucca, 21 marzo 1875 – Bagni di Lucca, 2 dicembre 1950) è stato un violinista italiano, leader del Flonzaley String Quartet.
Era fratello gemello di Mario Betti, famoso chimico e ricercatore.

## Biografia
Il padre di Adolfo era appassionato di musica e spesso riceveva in casa i noti musicisti Giacomo Puccini e Alfredo Catalani. Cresciuto in un ambiente culturale vivace ed attento alla musica, il giovane Adolfo si iscrisse all'Istituto Musicale Pacini (oggi Boccherini) di Lucca ove ebbe come maestri A. Michelangeli e L. Nerici. Nel 1892 il Betti si diplomò in violino e successivamente lasciò Lucca per seguire corsi di perfezionamento presso il conservatorio di Liegi. Nel 1896 il Betti si trasferì a Vienna e in poco tempo cominciò ad essere conosciuto ed apprezzato come violinista, iniziando una serie di tour come solista in varie nazioni e città. Il Betti rifiutò molte offerte di cattedre di insegnamento del violino in vari conservatori, per cedere solo al Thomson, che lo invitò ad insegnare a Bruxelles, dove sarebbe rimasto per tre anni (1900 - 1903). Nel 1903 il banchiere E. J. de Coppet gli propose di fondare un quartetto d'archi e dietro questo suggerimento il Betti dette vita, con Alfred Pochon (violino), Ugo Ara (viola) e Iwan D'Archambeau (violoncello) al famoso quartetto Flonzaley.